# آنتونیو پوچادس
آنتونیو پوچادس (به اسپانیایی: Antonio Puchades) بازیکن فوتبال اهل اسپانیا است که از سال ۱۹۴۹ تا ۱۹۵۴ میلادی عضو تیم ملی فوتبال اسپانیا بوده و در ۲۳ بازی ملی حضور داشته‌است. او در بازی‌های ملی‌اش گلی به ثمر نرساند.